# Universidade Livre Holística Casa de Bruxa
Casa de Bruxa - Universidade Livre Holistica (UNICB) é uma instituição de ensino na área de Ciência da religião, Medicina holística e Neopaganismo sediada na cidade brasileira de Santo André. Fundada em 1997, foi a primeira instituição da América Latina a possuir cursos voltados para a promoção do Esoterismo.

## História
Fascinada com a filosofia, com a prática da magia e o contato com a natureza, Tânia Gori começou a perceber grandes avanços na área de Ciência da religião e que infelizmente a bruxaria não era difundida no Brasil, existindo até um grande preconceito, Tânia teve que buscar conhecimento em conteúdos de fora do país e iniciou sua própria jornada dentro da bruxaria, criando em alguns anos o conceito e a prática da bruxaria natural. Em 1997 Tânia fundou a Universidade Livre Holística Casa de Bruxa em Santo André. Um espaço onde poderia formar pessoas dentro da bruxaria natural e suas vertentes.

### Instituto de Pesquisas Casa de Bruxa
O Instituto de Pesquisas Casa de Bruxa é um centro de pesquisa, reflexão, aprimoramento do conhecimento de bruxaria e de terapias holísticas, é a maneira de colocar a magia e as terapias em prática. É uma associação que visa promover as discussões intelectuais, a filosofia, especialmente da energia, bruxaria, terapias  e do ocultismo, e a pesquisa energética aprofundada no tocante a formação de opiniões e as posições teóricas com afinco.
Seu foco incide sobre temas centrais filosóficos e energéticos, teoria e prática de bruxaria e de terapias holísticas. Suas atividades incluem encontros de discussões filosóficas tematizadas e estabelecidos pelos associados e pela coordenação em comum acordo com os alunos ativos da Universidade Livre Holística Casa de Bruxa. Ainda, visa promover projetos educacionais energéticos, seminários, workshops, encontros e discussões deliberadas por pensadores renomados de cada assunto.
O Instituto dedica-se ao estudo de pesquisas energéticas, transformações da energia, fatores externos e internos que proporcionem a energia, exploração do conhecimento filosófico oculto, magia, alquimia, fitoterapia, terapias holísticas e controle sob a mente. O Instituto acredita na evolução humana através do conhecimento e da magia, além do equilíbrio com a natureza. Levando um novo conceito ao ser humano, a inclusão holística, o conhecimento, a harmonia e o bem estar, tendo como princípio a energia, para que possam atuar como agentes educadores e de transformação, contribuindo dessa forma na melhoria da qualidade de vida.

## Filosofia educacional
A forma de ensino é um exemplo da transdisciplinaridade proposta por diversas recomendações da UNESCO. A estrutura de ensino da UNICB é baseada em três níveis, os de: sensibilização, de formação e de pós-formação, de pesquisas e de ação reparadora daquilo que o ser humano desorganizou ou destruiu em si mesmo, na sociedade ou na natureza. Que pode ser exposta da seguinte maneira:
1. A energia própria (Ecologia e Consciência individuais), sobre os planos do corpo, das emoções e do espírito.
2. A energia com os outros (Ecologia e Consciência Sociais), sobre os planos da economia, da sociedade e política, e da cultura.
3. A energia com a natureza (Ecologia e Consciência do Universo), sobre os planos da matéria, da vida e da informação

## Reitores da UNICB
| Reitor     | Formação           | Período           |
| ---------- | ------------------ | ----------------- |
| Tânia Gori | Ciências contábeis | 1997 - Atualmente |

### Vice-reitor
| Vice-reitor                | Formação           | Período    |
| -------------------------- | ------------------ | ---------- |
| Eduardo Di Ruzza Formigari | Medicina holística | Atualmente |

## Convenção de Bruxas e Magos em Paranapiacaba
Desde 2003, a Universidade sob o comando de Tania Gori realiza a Convenção de Bruxas e Magos em Paranapiacaba, após a primeira edição o evento cresceu e diversos líderes de linhas místicas e esotéricas se juntaram para somar com as atividades do evento. Consagrou-se como o maior evento do gênero na América Latina, desmitificando muitos preconceitos que haviam com o tema “bruxaria”.  O intuito da convenção é proporcionar aos convidados informações sobre energia, bem-estar energético e espiritual e a natureza humana. Ao longo dos três dias de convenção acontecem palestras, workshops, danças celtas e ciganas, salas temáticas, além disso possuem expositores de diversos segmentos mágicos com vários produtos e acessórios, na feira esotérica.
Todas as edições do evento arrecadou-se alimentos nao pereciveis com os visitantes da Convenção. Os alimentos são doados para o Banco de Alimentos de Santo André, eles serão separados por esse banco da prefeitura e destinados a entidades cadastradas que fazem a distribuição para famílias em situação de vulnerabilidade social, crianças e idosos.

## Ligações Externas
- «Site oficial da UNICB»